# Inauguration: II longueur, 8 mètres
Inauguration: II longueur, 8 mètres è un cortometraggio del 1896 diretto da Constant Girel.
Catalogo Lumière  n° 222

## Trama
4 settembre 1896: Documentario filmato da Constant Girel, sull'inaugurazione del monumento all'Imperatore di Guglielmo I.

## Location
- Germania, Breslavia (oggi Polonia, Wroclaw)